# Sohrab Ahmari
Sohrab Ahmari (em persa: سهراب احمری; nascido em 1 de fevereiro de 1985) é um colunista, editor e autor de livros de não ficção iraniano-americano. É um dos editores fundadores da revista eletrônica Compact. É editor colaborador do The Catholic Herald e colunista do First Things. Foi editor de opinião do New York Post, editor das páginas de opinião do The Wall Street Journal em Nova York e Londres e redator sênior da Commentary.
Ahmari é o autor de The New Philistines (2016), uma crítica da corrupção das artes pelas políticas de identidade; From Fire, by Water (2019), um livro de memórias espirituais sobre sua conversão ao catolicismo romano; The Unbroken Thread: Discovering the Wisdom of Tradition in an Age of Chaos (2021) e Tyranny, Inc.: How Private Power Crushed American Liberty -- and What to Do About It (2023).

## Início da vida e educação
Sohrab Ahmari nasceu no Irã, em Teerã. No seu livro de 2012, Arab Spring Dreams, conta que foi interrogado por agentes de segurança sobre os seus pais, e que enfrentou medidas disciplinares quando era criança por levar acidentalmente uma fita de Star Wars para a escola, quando os filmes ocidentais eram oficialmente proibidos no país. Em 1998, aos 13 anos, Ahmari mudou-se com a família para os Estados Unidos.

Formou-se em Direito pela Northeastern University, de Boston.
Ainda na faculdade de direito, inspirado em parte pelos protestos que se seguiram às disputadas eleições presidenciais iranianas de junho de 2009, começou a trabalhar como jornalista freelancer, contribuindo com artigos para publicações como The Boston Globe, The Wall Street Journal, The New Republic, The Chronicle of Higher Education e Commentary, entre outros.

## Vida profissional
Depois de atuar como bolsista no The Wall Street Journal em 2012, Ahmari se juntou à publicação como editor assistente de livros. Foi redator de páginas editoriais em Londres, escrevendo editoriais e editando artigos de opinião para a edição europeia do The Journal.
Nesses cargos, Ahmari escreveu resenhas de livros, artigos de opinião, e entrevistou políticos, ativistas e intelectuais proeminentes para a seção "Entrevista de fim de semana" do The Journal.

## Posições políticas
Ahmari já foi um neoconservador e, nessa condição, criticou políticos como Donald Trump, Vladimir Putin e Marine Le Pen por representarem uma tendência global em direção ao antiliberalismo e ao populismo. No entanto, tornou-se um crítico proeminente do progressismo depois de ingressar na revista conservadora Commentary, e desde então apoiou Trump e Viktor Orbán. Ahmari é pró-vida. Após a decepcionante participação do Partido Republicano nas eleições de meio de mandato de 2022, publicou um artigo de opinião no The New York Times em que atribuiu esse desempenho à falta de uma mensagem de campanha coerente, e sugeriu que a direita americana deveria fazer mais para resolver as dificuldades econômicas enfrentadas pela classe trabalhadora.

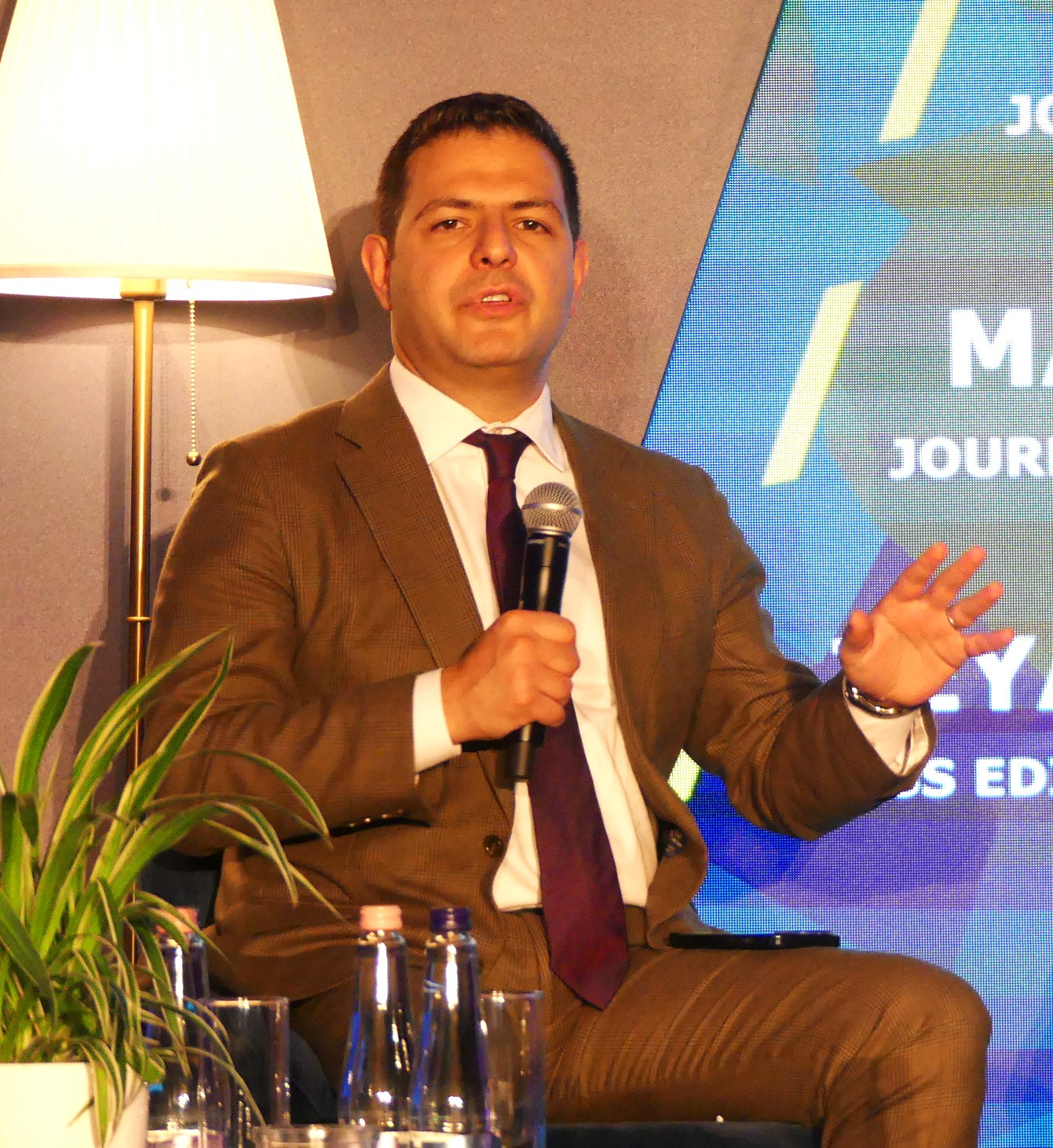
Sohrab Ahmari discursando no Mathias Corvinus Collegium em junho de 2023

### Controvérsia com David French
Em meados de 2019, o polêmico artigo de Ahmari intitulado "Against David French-ism" (algo como "Contra o david-frenchismo") gerou uma controvérsia. Seu opositor era David French, da National Review. Seguiram-se vários ensaios e comentários em veículos conservadores como a National Review e The American Conservative, bem como em veículos moderados e progressistas como The New York Times, The New Yorker e The Atlantic.
A disputa começou em 26 de maio de 2019, quando Ahmari expressou, no Twitter, sua frustração com um anúncio no  Facebook de um horário de leitura para crianças drag queens numa biblioteca em Sacramento, Califórnia, que ele descreveu como "fetichismo travesti". No tweet, Ahmari argumentou que não existe uma "terceira via educada, estilo David French, para contornar a guerra civil cultural". Isto motivou uma resposta de French num ensaio de 28 de maio na National Review intitulado "Decency Is No Barrier to Justice or the Common Good" ("A decência não é uma barreira à justiça ou ao bem comum"). A controvérsia aumentou bastante depois que Ahmari publicou o ensaio "Against David French-ism" no jornal religioso conservador First Things em 29 de maio de 2019. No ensaio, Ahmari argumentou que French não era conservador o bastante e que sua crença na autonomia individual estava contribuindo para a degradação geral da sociedade americana. Em 5 de setembro de 2019, French e Ahmari se envolveram em um debate político presencial moderado pelo colunista do New York Times Ross Douthat na Universidade Católica da América em Washington DC, novamente provocando uma onda de comentários.
A disputa centrou-se na divergência sobre como os conservadores devem abordar o debate cultural e político. Ahmari ridicularizou o "david-frenchismo", definido como a crença "de que as instituições de uma sociedade de mercado tecnocrática são zonas neutras que deveriam, em teoria, acomodar tanto o cristianismo tradicional como os costumes libertinos e a ideologia paganizada do outro lado". Argumentou que essa crença leva a um movimento conservador ineficaz, e afirmou que a melhor maneira de os valores conservadores prevalecerem na sociedade é uma estratégia de "desacreditar... os oponentes e enfraquecer ou destruir suas instituições" (que ele afirma ser uma tática já utilizada pelos progressistas), deixando os conservadores que aderem ao estilo de política de David French impotentes no que ele vê como uma guerra cultural violenta nos Estados Unidos. Argumentou ainda que o domínio político deve ser visto como um terreno de "guerra e inimizade", e que o poder do governo deve ser utilizado diretamente para impor valores culturalmente conservadores à sociedade. French, por outro lado, defende uma abordagem libertária conservadora na qual se enfatizam a decência, a civilidade e o respeito pelos direitos individuais, e afirmou que as crenças de Ahmari "abandonam" a filosofia do liberalismo clássico que os Pais Fundadores dos Estados Unidos abraçaram. Criticou sobretudo o desejo de Ahmari de intervenção governamental direta na vida dos indivíduos, o que ele considera ser um ataque antitético à liberdade, e também uma tática politicamente ruinosa para os conservadores, que acabariam sendo alvos de políticas progressistas se o governo tivesse maior licença para interferir na vida privada dos indivíduos.

## Vida pessoal
Ahmari foi criado como um muçulmano xiita dos Doze Apóstolos, mas depois abraçou o ateísmo e, em 2016, converteu-se ao catolicismo. No final de setembro de 2016, ele escreveu um artigo de três páginas sobre sua conversão no The Catholic Herald, que foi a matéria de capa da edição de 30 de setembro de 2016.
Ahmari é casado com a arquiteta Ting Li, com quem tem um filho e uma filha.